# Sandra Morgan
Sandra Anne Morgan (Tamworth, 6 juni 1942) is een voormalig Australisch zwemmer.

## Biografie
Morgan won tijdens de Olympische Zomerspelen van 1956 in eigen land de gouden medaille op de 4x100m vrije slag, op de 400 meter vrije slag eindigde zij als zesde.
Op de British Empire and Commonwealth Games 1958 won zij samen met haar ploeggenoten de 4x110y vrije slag estafette.
Tijdens de Olympische Zomerspelen van 1960 kwam Morgan alleen in actie in de series en ontving geen medaille.

## Internationale toernooien
| Jaar | Olympische Spelen                      | Gemenebestspelen  |
| ---- | -------------------------------------- | ----------------- |
| 1956 | 6e 400m vrije slag · 4x100m vrije slag |                   |
| 1958 |                                        | 4x110y vrije slag |
| 1960 | 2e 4x100m vrije slag (series)          |                   |

1912: Moore, Fletcher, Speirs, Steer ·
1920: Woodbridge, Schroth, Guest, Bleibtrey ·
1924: Donnelly, Ederle, Lackie, Wehselau ·
1928: Lambert, Osipowich, Saville, Norelius ·
1932: Johns, Saville, McKim, Madison ·
1936: Selbach, Wagner, den Ouden, Mastenbroek ·
1948: Corridon, Kalama, Helser, Curtis ·
1952: I. Novák, Temes, É. Novák, Szőke ·
1956: Fraser, Leech, Morgan, Crapp ·
1960: Spillane, Stobs, Wood, von Saltza ·
1964: Stouder, de Varona, Watson, Ellis ·
1968: Barkman, Gustavson, Pedersen, Henne ·
1972: Babashoff, Barkman, Kemp, Neilson ·
1976: Peyton, Sterkel, Babashoff, Boglioli ·
1980: Krause, Metschuck, Diers, Hülsenbeck ·
1984: Johnson, Steinseifer, Torres, Hogshead ·
1988: Otto, Meißner, Hunger, Stellmach ·
1992: Haislett, Martino, Thompson, Torres ·
1996: Martino, Van Dyken, Fox, Thompson ·
2000: Van Dyken, Shealy, Thompson, Torres ·
2004: Mills, Lenton, Thomas, Henry ·
2008: Dekker, Kromowidjojo, Heemskerk, Veldhuis ·
2012: Coutts, C. Campbell, Elmslie, Schlanger ·
2016: McKeon, Elmslie, B. Campbell, C. Campbell ·
2020: B. Campbell, Harris, McKeon, C. Campbell ·
2024: O'Callaghan, Jack, McKeon, Harris
- Australian Women's Register: AWE2478b